# Thria
Thria is een geslacht van vlinders van de familie spinneruilen (Erebidae), uit de onderfamilie Calpinae.

## Soorten
- T. decaryi Viette, 1966
- T. malgassica Berio, 1966
- T. robusta Walker, 1857